# Кнезеровский граф
Кнезеровский граф {\displaystyle KG_{n,k}} — это неориентированный граф, описывающий отношение непересекаемости {\displaystyle k}-элементных подмножеств {\displaystyle n}-элементного множества друг с другом.

## Формальное определение
Пусть {\displaystyle R_{n}=\{1,2,\cdots ,n\}}. Тогда кнезеровский граф {\displaystyle KG_{n,k}=(V,E)} определяется как пара множеств вершин {\displaystyle V=\{S\mid S\subset R_{n},|S|=k\}} и рёбер {\displaystyle E=\{(A,B)\mid A\in V,B\in V,A\cap B=\varnothing \}}

## Частные случаи
- При {\displaystyle k>{\frac {n}{2}}} кнезеровский граф является пустым графом (без рёбер).

- При {\displaystyle k={\frac {n}{2}}} кнезеровский граф представляет собой паросочетание. Конечно, рассматривается только случай {\displaystyle n\equiv 0{\pmod {2}}}

- При {\displaystyle k=1} кнезеровский граф является полным графом.

- Граф {\displaystyle KG_{5,2}} является графом Петерсена.

- Основной интерес представляют кнезеровские графы со значениями параметра {\displaystyle k} в промежутке {\displaystyle [2;{\frac {n}{2}})}.

## Хроматическое число
Кнезеровский граф, кроме всего прочего, может использоваться для иллюстрации частного случая непрактичности тривиальных оценок хроматического числа графа через кликовое число и число независимости.

### Общие тривиальные оценки
Числом независимости {\displaystyle \alpha (G)} называется размер максимально независимого множества вершин в графе {\displaystyle G}. Определение раскраски означает, что {\displaystyle \alpha (G)} определяет максимальное количество вершин, которое можно покрасить в один цвет. Исходя из некоторой модификации принципа Дирихле, хроматическое число графа можно оценить как {\displaystyle \chi (G)\geq {\frac {|V|}{\alpha (G)}}}
Аналогично определяется кликовое число {\displaystyle \omega (G)} как размер максимальной клики. Это число даёт оценку {\displaystyle \chi (G)\geq \omega (G)}
Как правило, первая оценка лучше второй — а именно, для случайного графа {\displaystyle G} на {\displaystyle n} вершинах вероятность того, что {\displaystyle \alpha (G)<2\log _{2}{n}} стремится к единице с растущим {\displaystyle n}. Из того, что каждой клике графа {\displaystyle G} можно сопоставить независимое множество графа {\displaystyle \not G}, можно заключить, что то же самое верно для {\displaystyle \omega (G)}.
Однако кнезеровский граф даёт наглядную иллюстрацию целого класса графов, дискредитирующих изложенные выше оценки (в общем случае, а не для случайных графов).

### Кликовое число
Не ограничивая общности предположим, что {\displaystyle \{1,\dots ,k\}} входит в клику как вершина. Тогда, из определения клики, ни одна другая вершина не должна содержать в своём подмножестве ни один элемент из {\displaystyle \{1,\dots ,k\}}. При дальнейшем аналогичном анализе это очевидным образом даёт {\displaystyle \omega (KG_{n,k})=\left\lfloor {\frac {n}{k}}\right\rfloor }

### Число независимости
Из комбинаторных соображений очевидно, что {\displaystyle \alpha (KG_{n,k})\geq {\binom {n-1}{k-1}}}. Для построения независимого множества такого размера достаточно зафиксировать одну вершину и перебрать все {\displaystyle k}-элементные подмножества, содержащие её. По определению, между любой парой таких множеств не будет ребра.
Эрдёш, Ко и Радо в 1961 году опубликовали доказательство теоремы, утверждающей равенство в изложенной выше оценке. По словам математиков, они нашли доказательство ещё за несколько десятилетий до этого, но в то время его не имело смысла публиковать, потому что теорема была никому неинтересна. К слову, граф Кнезера в то время ещё не был известен, так что Эрдёш, Ко и Радо доказывали теорему в элементарной формулировке максимального количества попарно пересекающихся {\displaystyle k}-элементных подмножеств {\displaystyle n}-элементного множества.
Пользуясь тривиальной оценкой, из данного значения числа независимости можно получить только {\displaystyle \chi (KG_{n,k})\geq {\frac {\binom {n}{k}}{\binom {n-1}{k-1}}}={\frac {n}{k}}}, то есть {\displaystyle \chi (KG_{n,k})\geq \left\lceil {\frac {n}{k}}\right\rceil }. Эта оценка почти не отличается от оценки через кликовое число.

### Точное значение
Сформулированная в 1955 году Мартином Кнезером и доказанная в 1977 году Ласло Ловасом теорема утверждает, что {\displaystyle \chi (KG_{n,k})=n-2k+2}

#### Построение оптимальной раскраски
Для любого {\displaystyle j=1,2,\ldots ,n-2k+1} покрасим в {\displaystyle j}-й цвет каждое подмножество, минимальным элементом которого является число {\displaystyle j}. Покрасим в цвет {\displaystyle n-2k+2} каждое подмножество, содержащиеся в множестве {\displaystyle \{n-2k+2,n-2k+3,\ldots ,n\}}. Так как в указанном множестве {\displaystyle 2k-1} элемент, то любые два его {\displaystyle k}-элементных подмножества пересекаются, то есть между соответствующими вершинами нет ребра. Значит, построенная раскраска правильная.